# ミュージックマン・スティングレイ
ミュージックマン・スティングレイは、ミュージックマン社が1976年に発表したエレクトリックベース。後にミュージックマン社はアーニーボール社に買収され、「ミュージックマン」は1ブランドとして継続する。
1976年の発表当時には、ギターモデルも存在した。

## 歴史
1971年に、フェンダー社を退社したフォレスト・ホワイトとトム・ウォーカーがレオ・フェンダー、スターリング・ボール（ボールは楽器のベータテスターだった。後に、ミュージックマン社を買収するアーニー・ボールの息子でもある）と共に開発し、ミュージュックマン社から1976年に発売された。
アーニーボール社に売却される前のミュージックマン時代は区別の為にプレアーニーと呼ばれる事がある。
プレアーニー時代のスティングレイについては、細かな仕様変更を除けば、大まかにパラレル配線のPUに2BandEQで裏通しブリッジが特徴で、マイクロティルトアジャスト付の3点止めネックジョイントはFenderから継承され採用されていた。
80年代に入るとネックジョイントは通常の4点止めに変更され、ブリッジも通常の表通しに変更され、現行モデルに近い仕様となる。
このプレアーニー後期の時代、製造はジャクソン社であったと言われている。
この頃2PUのセイバーやグラファイトネックのカトラス等もラインナップされていた。
ミュージックマン社を買収したアーニーボール社はアーニーボールミュージックマン社として、80年代中期に新たにロゴや塗装や電気系を一新しスティングレイを製造販売する事になる。この頃のいかにも過渡期らしいモデルも稀に存在する。
80年代後半にはスターリンボールの名を冠したスターリンやスティングレイ5が発売される。この二つのモデルにはパラレル配線とシリーズ配線を切り替えられるスイッチがついており、豊富なサウンドバリエーションと幅の狭いネックによる演奏性の高さが従来のスティングレイには無い特徴であった。
2000年代初頭には "SUB" と名付けられた低価格モデルが、製造された。テクスチャ仕上げのボディとダイヤモンド・プレートのピックガードを持つこのモデルは、2007年に製造コストの増大のため、製造終了となった。SUB01がパッシブ、02がアクティブ。
2005年、2ピックアップヴァージョンのスティングレイ（HH、HSとして知られる）が発表された。5ウェイスイッチを備えることにより、ピックアップの組み合わせが増え、音色の多彩さが大幅に増加した。このピックアップ構成は、同年スティングレイ5やスターリンにも導入された。

## 仕様
ハムバッカーピックアップと9V電池駆動のアクティヴ・プリアンプを装備。初期モデルは2バンドイコライザー（バスとトレブル）を備えていたが、後に3バンドに拡張され、ジャックの位置がボディトップから横側に移された。また、後にブリッジ位置へのピエゾ・ピックアップのオプションも用意された。初期モデルは、弦をボディ裏から通すボディースルーでアジャスタブル・ミュート機構付きのブリッジとなっていた。後のモデルでは、その両方を廃した（2006年の30周年記念モデルを除く）。
アーニーボール社にミュージックマンが買収された後は、ネック裏の塗装がオイルフィニッシュ仕上げとなった。
テフロンワッシャーを使った独特なトラスロッド調整システムを使用し、錆び、腐食への耐性が高く調整も楽になっている。アーニーボール以前はヘッド側から調整するビュレットナット。

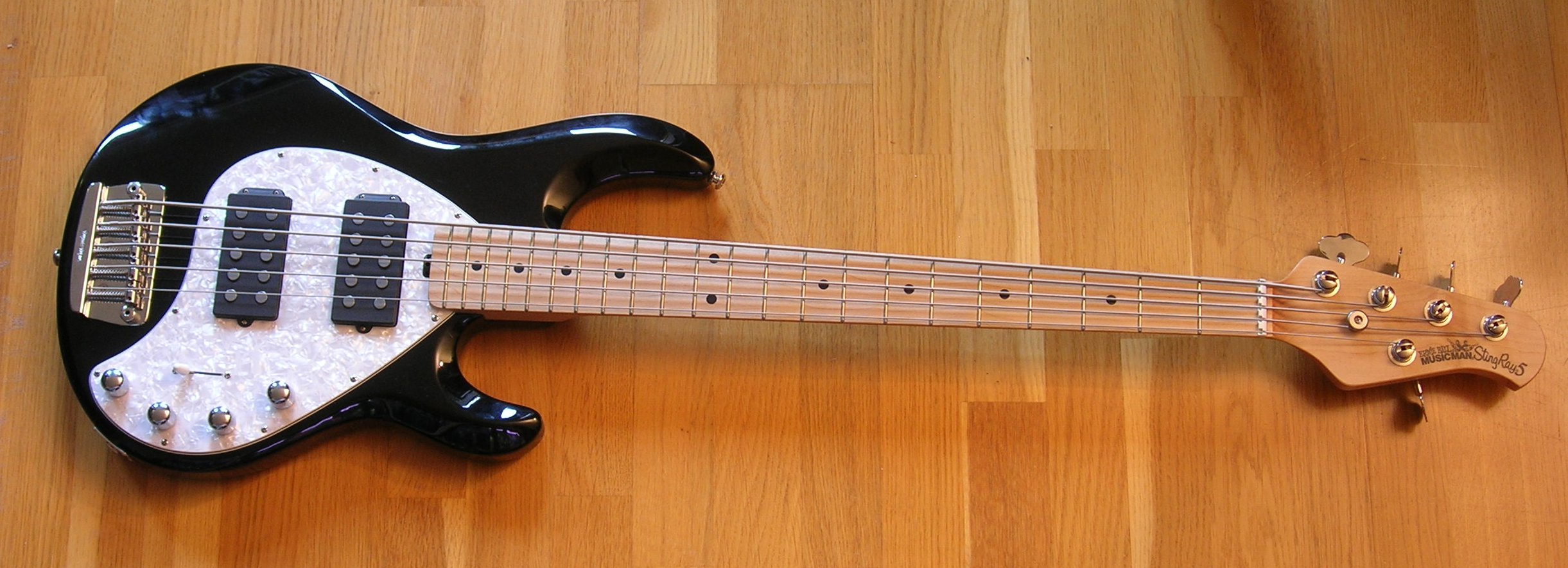
スティングレイ5HH（2ピックアップの5弦モデル）

5弦モデルのスティングレイ5も後に追加された。
ネックプレートは現在ボルト6本止め。70年代は3点止め、80年代は4点止めであった。ネックは特にフェンダー・ジャズベースタイプのモデルと比べると非常に広いが、厚さ自体は薄い物となっている。

## 著名なユーザー
スティングレイは多くの有名ベーシスト、特にルイス・ジョンソン、バーナード・エドワーズ、レッド・ホット・チリ・ペッパーズのフリーといったスラップ奏法で知られる奏者に好まれている。
AC/DCのクリフ・ウィリアムズは、いつもスティングレイを使っている。ブラザーズ・ジョンソンのルイス・ジョンソンも、初期から使用している。レイジ・アゲインスト・ザ・マシーン、オーディオスレイヴのティム・コマーフォードはジャズベースに持ち替える前、レイジのデビューアルバムで使用している。フリーは、何台ものスティングレイをヒット曲「ミー・アンド・マイ・フレンズ」等のレコーディング、ライヴパフォーマンス、ミュージック・ビデオで使用している。アヴェンジド・セヴンフォールドのジョニー・クライストもレコーディング、ライヴで常に使用している。ジョー・ラリー（フガジ、デカヘドロン、アタクシア）はフガジを結成した当初から使用していた。
クイーンのジョン・ディーコンは、ライブツアーでスティングレイを使用していた。また、自身が作曲した「地獄へ道づれ」でも使用していた（現在は、クリーブランドのハードロックカフェに展示されている）。
日本では、細野晴臣がYMO時代に使用していたのが有名。また、BUMP OF CHICKENの直井由文や元X JAPANのTAIJIも一時期使用していた。